# 엡실론 (가수)
엡실론(본명: 유영진, 1991년 8월 6일 ~)은 대한민국의 보이그룹 알파벳의 멤버이며 보컬, 래퍼를 맡고 있다. 친동생이 틴탑의 멤버 리키이다.

## 학력
- 글로벌사이버대학교 (방송연예학과 / 졸업)